# Bator Alexandrowitsch Sagalujew
Bator Alexandrowitsch Sagalujew (russisch Батор Александрович Сагалуев; englisch Bator Sagaluev; * 7. Juli 1991 in Okhor-Shibir, Burjatische ASSR, Russische SFSR, UdSSR) ist ein russischer Boxer im Halbfliegengewicht.

## Karriere
Sagalujew wurde 2015 Russischer Meister, wobei er im Finale Belik Galanow bezwang. Er nahm daraufhin auch an den Europaspielen 2015 in Baku teil und gewann mit Siegen gegen Harvey Horn, István Ungvári, Muhammed Ünlü und Brendan Irvine die Goldmedaille.
Nachdem er bei den nationalen Meisterschaften 2016 Bronze, sowie 2017 und 2018 jeweils Silber gewonnen hatte, nahm er noch an den Europaspielen 2019 in Minsk teil, wo er gegen Regan Buckley ausschied.
Darüber hinaus boxte er 2013/14 und 2016/17 für die russischen Mannschaften Russian Boxing Team bzw. Patriot Boxing Team in der World Series of Boxing und gewann vier von acht Kämpfen. Er besiegte unter anderem zweimal Temirtas Schüssipow. 2016 war er als Reservestarter für Wassili Jegorow für die Olympischen Sommerspiele 2016 nominiert, kam jedoch nicht zum Einsatz.